# Річард Ковальський
Річард А. Ковальський (нар. 1963) — американський астроном, відкрив численні астероїди та комети, серед яких багато навколоземних об’єктів.
Ковальський все життя цікавився астрономією з наголосом на планетологію. Як любитель у Флориді в 1990-х роках він зацікавився астрометричними та фотометричними спостереженнями астероїдів. У середині 1997 року він створив «Список розсилки малої планети» (Minor Planet Mailing List). Ковальський відкрив 14627 Емілковальскі у 1998 році.
У 1999 році його запросили використовувати 0,6-метровий телескоп Річі-Кретьєна Лабораторії реактивного руху для проведення спостережень на підтримку місії Deep Space 1. Також у 1999 році він був науковим координатором першого аматорсько-професійного семінару з малих планет в обсерваторії Лоуелл у Флегстаффі, штат Аризона.
З вересня 2005 року він є членом Catalina Sky Survey (CSS) у Тусоні, штат Аризона, і виявив сотні навколоземних астероїдів і астероїдів головного поясу разом із тринадцятьма кометами. З них періодична комета 226P/Pigott-LINEAR-Kowalski була відновленням втраченої комети Едварда Піготта 1783 року. Ковальський відкрив комету C/2013 US10 вранці на Хелловін 2013 року.
6 жовтня 2008 року під час спостережень за допомогою 1,5-метрового (60-дюймового) телескопа CSS в обсерваторії Маунт-Леммон він відкрив 2008 TC3. Приблизно через 20 годин після відкриття цей астероїд увійшов в атмосферу Землі над Суданом, ставши першим астероїдом, виявленим до зіткнення з Землею. Ковальський був нагороджений невеликою частиною 2008 TC3.
1 січня 2014 року Ковальський знайшов ще один астероїд, що зіткнувся, отримавши назву 2014 AA. Зона зіткнення цього астероїда була посередині Атлантичного океану.
На його честь названо астероїд головного поясу 7392 Ковальський.
Ковальський є сертифікованим FAA комерційним пілотом , який має рейтинги пілота-інструктора. Він також керує незалежною фотостудією в Тусоні, штат Аризона.